# Inmortales

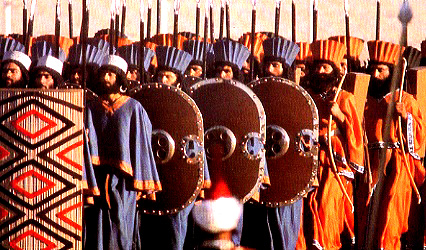
Inmortales persas, en una ceremonia en Irán del 2500° aniversario de la fundación del Imperio aqueménida por Ciro II el Grande.

Los Inmortales o  Melóforos (en griego antiguo: οἱ μηλοφόροι / hoi mêlophoroi, literalmente «los portadores de manzanas»), era un regimiento de élite aqueménida de la guardia real que lucharon en las guerras médicas. El nombre Inmortales proviene de Heródoto que los llamó los Diez mil o Ἀθάνατοι (literalmente, «inmortales») y era una unidad de soldados de infantería pesada del ejército aqueménida. Los propios persas probablemente no utilizaban este término, que puede ser una corrupción de la palabra anusiya (compañeros), El término también hacia referencia a su estrategia en la que si un soldado caía, otro lo reemplazaba haciendo la ilusión de que no podían morir.
La denominación persa de la unidad es incierta. Las fuentes persas demuestran la existencia de un cuerpo permanente que servía de columna vertebral a las levas tribales (reclutadas por los sátrapas) que, junto con un número creciente de mercenarios, formaban el grueso del ejército aqueménida.Sin embargo, éstos no registran el nombre de «Inmortales»; se sugiere que el informante de Heródoto confundió la palabra anûšiya- (compañero) con anauša- (inmortal), pero esta teoría ha sido criticada por el lingüista alemán Rüdiger Schmitt. Tenían el sobrenombre de los "portamanzanas", porque la base de la lanza que portaban tenía la forma de esa fruta de oro y llevaban las puntas de las picas vueltas hacia el suelo para poder clavarlas.
Heródoto menciona que los Inmortales eran una tropa de infantería pesada pesada comandados por Hidarnes que mantenía siempre la cantidad de 10 000 hombres: cada miembro muerto, herido o gravemente enfermo era sustituido inmediatamente por otro, razón por la cual en apariencia nunca morían. El regimiento solo aceptaba a miembros persas, elamitas y medos.
Los inmortales desempeñaron un papel importante en la conquista aqueménida de Egipto bajo Cambises II en 525 a. C., así como en la conquista aqueménida del valle del Indo (Punjab occidental y Sindh, actualmente situado en Pakistán) y en la Escitia europea bajo el mando de Darío I en 518 a. C. y 513 a. C., respectivamente. También participaron notablemente en la batalla de las Termópilas en 480 a. C. durante las guerras médicas y formaron parte de las tropas persas que ocuparon la Grecia en 479 a. C. bajo Mardonio.

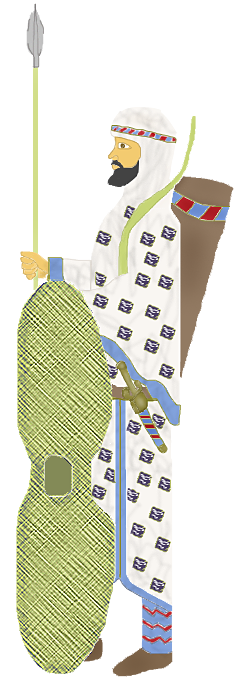
Un inmortal persa con lanza, escudo, daga, carcaj y arco.

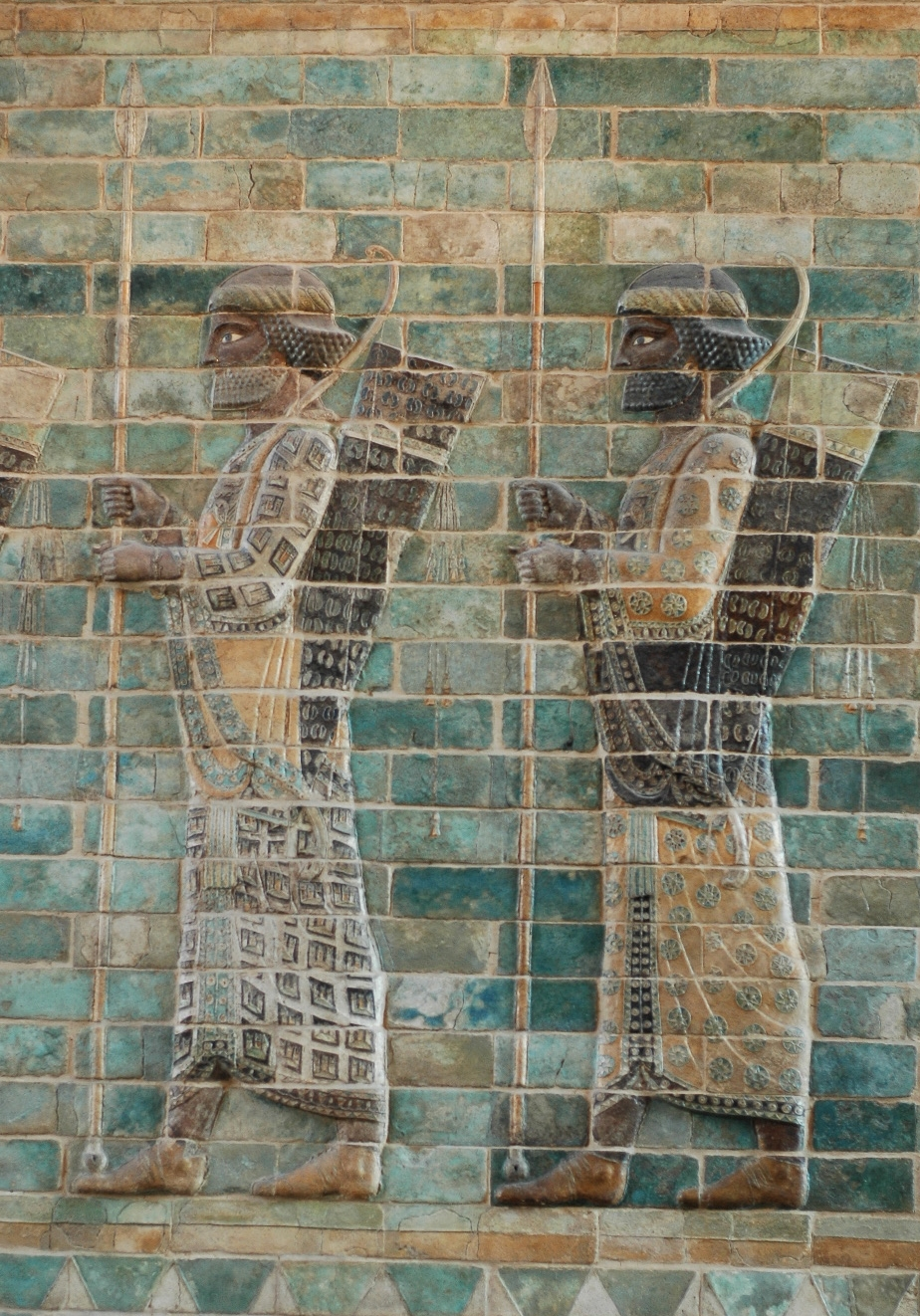
Arqueros persas en el friso del palacio de Darío en Susa, actualmente en el Louvre.

Las armas de los Inmortales consistían de un escudo de cuero y mimbre, una lanza corta con punta de hierro y un contrapeso en el otro extremo, un arco y un carcaj con flechas, así como una daga o espada corta. El uniforme del regimiento estaba compuesto de una tiara o gorra de fieltro, túnica larga con bordados, pantalones y una cota de metal. Su táctica habitual era la carga frontal contra el enemigo, mientras que los flancos en retaguardia disparaban flechas como apoyo.
Al regimiento le seguía una caravana de carros, camellos y mulas que transportaba a sus mujeres y sirvientes y recibían una comida especial. Los Inmortales participaron en las batallas de Maratón y Termópilas  y formaban parte de las tropas persas que ocuparon Grecia en el 479 a. C. bajo el mando de Mardonio.
Durante las últimas décadas del Imperio aqueménida, el papel que se esperaba de los hazarapatish (mil supervisores) de los Inmortales se amplió para incluir el de ministro principal de la Rey de Reyes. La provisión de una escolta, en asistencia directa del monarca, ya había sido asignada a un selecto destacamento de mil efectivos de la unidad.
Alejandro Magno los derrotó en la Batalla de Issos en el 333 a. C.